# Región de las Flores
La Región de las Flores, ubicada en Misiones, Argentina, a 115 km de Posadas y 100 km de las Cataratas del Iguazú, es un emprendimiento de los municipios de Puerto Leoni,Ruíz de Montoya, Capioví, Puerto Rico, Garuhapé, El Alcázar, Caraguatay y Montecarlo para ofrecer al visitante una amplia variedad de alternativas para disfrutar en contacto con la naturaleza. Los jardines de un espectacular colorido y presentación, dan lugar al nombre "Micro Región de las Flores".
Está integrada por los departamentos de Libertador General San Martín y Montecarlo.

## Atractivos
- Salto Capioví - Capioví
- Museo Arqueológico y Archivo Histórico - Montecarlo
- Museo "Raíces" - Puerto Rico
- Gruta India - Garuhapé
- Isla Caraguata-í - Montecarlo
- Laberinto de Montecarlo - Montecarlo
- Cueva del Yaguareté - Puerto Rico
- Solar del "Che", residencia de Ernesto "Che" Guevara durante su infancia en Misiones - Caraguatay, Montecarlo